# Секретное дело Гесса
«Секретное дело Гесса» (нем. Geheimakte Heß) — документальный фильм 2004 года Олафа Розе и Михаэля Фогта о заместителе фюрера Рудольфе Гессе, его перелёте в Великобританию в 1941 году и обстоятельствах его смерти в 1987 году. Фильм основывается на книге британского публициста и историка-ревизиониста Мартина Аллена «Мирная ловушка Черчилля», в которой автор возлагает на Уинстона Черчилля ответственность за продолжение Второй мировой войны в 1940 году и представляет Гесса жертвой убийства.

## Содержание
Гесс вылетел в Великобританию если не по поручению, то как минимум с ведома Адольфа Гитлера, чтобы провести мирные переговоры с представителями оппозиции в Великобритании, настроенными на прекращение войны. Этим планам противостоял Уинстон Черчилль, британские секретные службы заманили Гесса в ловушку. Черчилль стремился выиграть время, чтобы вовлечь в войну США и СССР и тем самым превратить европейскую войну между Великобританией и Германией в мировую войну, в которой Германия была обречена на поражение. Правительство Великобритании видело в идее великой Германии и превращении её в супердержаву угрозу существования собственной империи.
Фильм рассказывает о различных предложениях мира, с которыми Германия обращалась к Великобритании. Гитлер якобы был готов покинуть все оккупированные страны, выплатить им репарации и восстановить «польское государство». С похожими предложениями якобы вылетел в Великобританию и Гесс, что не подтверждается официальными данными. Фильм подвергает сомнению обстоятельства смерти Рудольфа Гесса в тюрьме Шпандау. Свои аргументы в пользу версии убийства Гесса выдвигают бывший американский директор тюрьмы Юджин Бёрд и обслуживавший Гесса в тюрьме санитар Абдулла Мелауи. Вторая патолого-анатомическая экспертиза, проведённая профессором Вольфгангом Шпанном, также обнаружила нетипичные для суицида странгуляционные полосы на шее Гесса. Авторы фильма обвиняют британские спецслужбы в убийстве Гесса, который после политических изменений в СССР якобы мог выйти на свободу.
Историки обнаружили в фильме многочисленные ошибки и отчасти намеренную фальсификацию исторических событий. Основные утверждения Мартина Аллена базируются на фальсифицированных документах из британского национального архива. Утверждение о том, что Гитлер уполномочил Гесса на ведение переговоров в Великобритании, не имеет в фильме весомого обоснования. По заявлению историка Райнера Шмидта, его интервью для фильма было сокращено и помещено в однозначно праворадикальный контекст, тем самым он категорически дистанцировался от фильма.